# 米波纹蛾属
米波纹蛾属为鉤蛾科的一个属，由日本昆蟲學家松村松年於1921年建立，目前為單型屬，唯一的物種為模式種米波纹蛾（Mimopsestis basalis），分布於日本、朝鮮半島，以及中國河南、陝西、湖北與湖南。